# Logfia paradoxa
Logfia paradoxa là một loài thực vật có hoa trong họ Cúc. Loài này được (Wagenitz) Anderb. mô tả khoa học đầu tiên năm 1991.